# Белая (приток Каслей-Кадады)
Бе́лая — река в России, протекает в Кузнецком районе Пензенской области. Правый приток реки Каслей-Кадада.

## География
Длина реки составляет 11 км, площадь водосборного бассейна — 57 км². Река Белая берёт начало у границы с Ульяновской областью западнее посёлка Белое Озеро. Течёт на юг через сосновые и берёзовые леса. Устье реки находится в 22 км по правому берегу реки Каслей-Кадада. На реке образовано 2 пруда.

## Данные водного реестра
По данным государственного водного реестра России относится к Верхневолжскому бассейновому округу, водохозяйственный участок реки — Сура от истока до Сурского гидроузла, речной подбассейн реки — Сура. Речной бассейн реки — (Верхняя) Волга до Куйбышевского водохранилища (без бассейна Оки).
Код объекта в государственном водном реестре — 08010500112110000035338.